# 台山溯源学校纪念堂
台山溯源学校纪念堂，位于中国广东省江门市台山市台城镇，为台山市的一个市级文物保护单位，类型为近现代重要史迹及代表性建筑，公布时间为2002年。
台山溯源学校纪念堂的历史年代为民国。